# Monognathus ahlstromi
Monognathus ahlstromi är en fiskart som beskrevs av Raju, 1974. Monognathus ahlstromi ingår i släktet Monognathus och familjen Monognathidae. Inga underarter finns listade i Catalogue of Life.